# Río Vis
El Vis es un río francés, afluente cevenol del Hérault en su margen derecha, que fluye en los departamentos de Gard y Hérault en la región de Occitania.[cita requerida]

## Etimología
El topónimo Vis proviene de la raíz de origen indoeuropeo war y su variante Vir que significa «agua». [cita requerida] Otros cursos de agua tienen la misma etimología: el río Vire de Bélgica, afluente del Ton, el río Vire de Normandía, el río Vie, afluente del rio Dives, el río Vistre de Gard, y el río Virenque, afluente del Vis.[cita requerida]

## Geografía

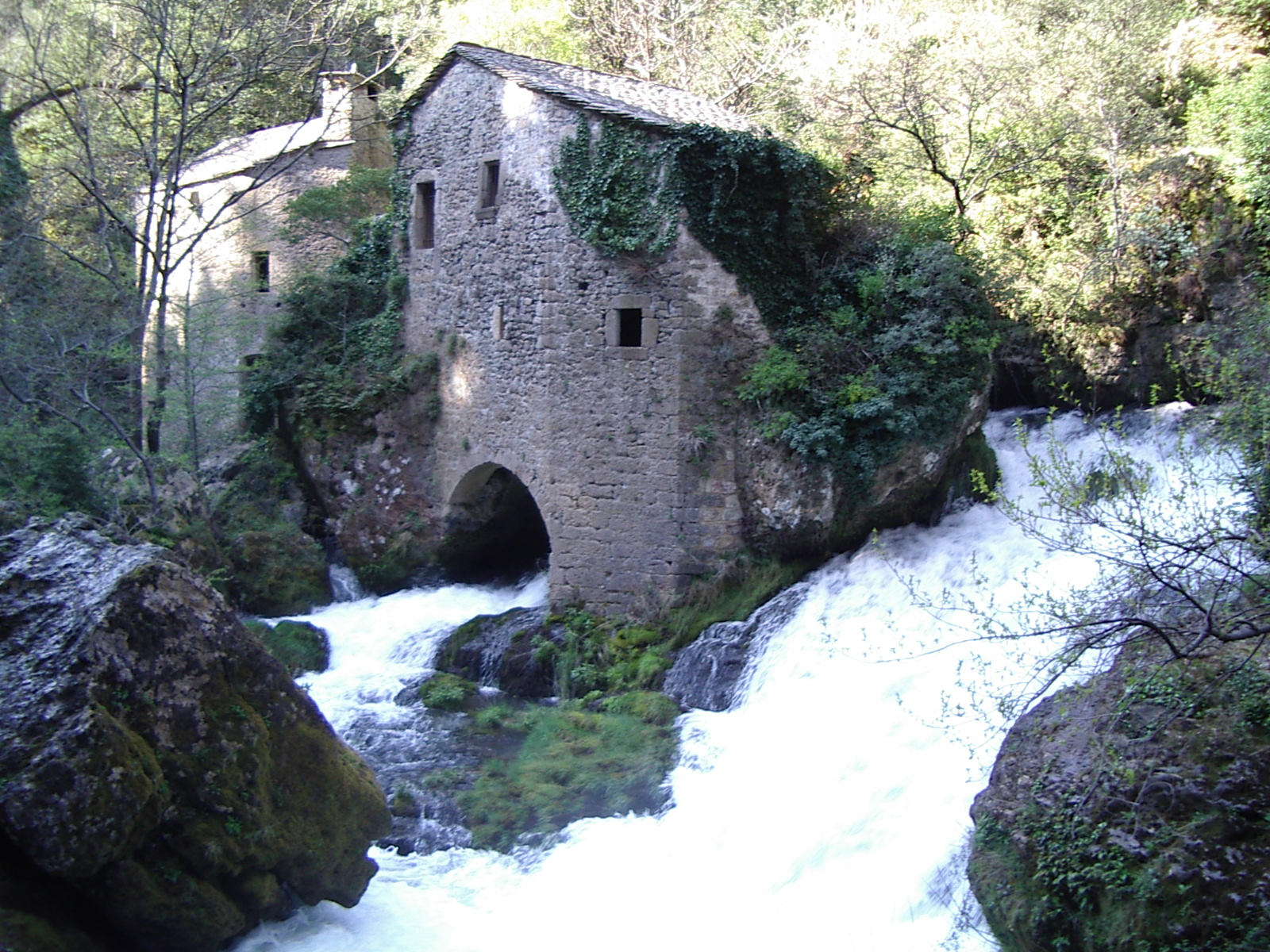
La foux de la Vis

El río Vis, con una longitud de 57.8 km, nace en el Parque nacional de las Cevenas, cerca del paso de l'Homme Mort en el departamento de Gard. Atraviesa en particular Alzon, donde sus aguas se infiltran en el molino de Larcy. Luego, su lecho permanece seco en profundas gargantas que rodean el causse de Blandas, separándolo del causse de Campestre y luego del causse de Larzac. El pueblo de Vissec es atravesado por un río seco. El río reaparece en la foux de la Vis, donde las aguas infiltradas bajo el Larzac meridional, el causse de Campestre y el causse de Blandas se suman a las que se perdieron en Alzon. La Vis luego atraviesa el circo de Navacelles y Saint-Laurent-le-Minier tras formar numerosos meandros, y desemboca en el Hérault aguas arriba de Ganges.